# Lijst van voetbalinterlands Mauritius - Zambia
Deze lijst van voetbalinterlands is een overzicht van alle officiële voetbalwedstrijden tussen de nationale teams van Mauritius en Zambia. De Afrikaanse landen hebben tot op heden negen keer tegen elkaar gespeeld. De eerste ontmoeting, een kwalificatiewedstrijd voor de Afrika Cup 1970, vond plaats op 17 november 1968 op een onbekende locatie in Zambia. Het laatste duel, een vriendschappelijke wedstrijd, werd gespeeld in Lusaka op 31 juli 2004.

## Wedstrijden
| № | Plaats     | Datum            | Competitie                   | Wedstrijd          | Uitslag |
| - | ---------- | ---------------- | ---------------------------- | ------------------ | ------- |
| 1 | ?          | 17 november 1968 | Afrika Cup 1970 kwalificatie | Zambia − Mauritius | 2 − 2   |
| 2 | Port Louis | 8 december 1968  | Afrika Cup 1970 kwalificatie | Mauritius − Zambia | 2 − 3   |
| 3 | Lusaka     | 15 augustus 1992 | Afrika Cup 1994 kwalificatie | Zambia − Mauritius | 2 − 1   |
| 4 | Curepipe   | 25 april 1993    | Afrika Cup 1994 kwalificatie | Mauritius − Zambia | 0 − 3   |
| 5 | Curepipe   | 9 januari 1995   | Afrika Cup 1996 kwalificatie | Mauritius − Zambia | 0 − 3   |
| 6 | Lusaka     | 15 juli 1995     | Afrika Cup 1996 kwalificatie | Zambia − Mauritius | 2 − 0   |
| 7 | Belle Vue  | 23 februari 1997 | Afrika Cup 1998 kwalificatie | Mauritius − Zambia | 0 − 0   |
| 8 | Lusaka     | 27 juli 1997     | Afrika Cup 1998 kwalificatie | Zambia − Mauritius | 1 − 0   |
| 9 | Lusaka     | 31 juli 2004     | Vriendschappelijk            | Zambia − Mauritius | 3 − 1   |

## Samenvatting
| Competitie              | Totaal gespeeld | Winst Mauritius | Gelijk | Winst Zambia | Doelsaldo Mauritius – Zambia |
| ----------------------- | --------------- | --------------- | ------ | ------------ | ---------------------------- |
| Afrika Cup-kwalificatie | 8               | 0               | 2      | 6            | 5 − 16                       |
| Vriendschappelijk       | 1               | 0               | 0      | 1            | 1 − 3                        |
| Totaal                  | 9               | 0               | 2      | 7            | 6 − 19                       |

MFA · Mauritiaans vrouwenelftal
1947 – 1959 · 
1960 – 1969 · 
1970 – 1979 · 
1980 – 1989 · 
1990 – 1999 · 
2000 – 2009 · 
2010 – 2019 ·
2020 – 2029
Angola ·
Botswana ·
Burundi ·
Comoren ·
Congo-Brazzaville ·
Congo-Kinshasa ·
Djibouti ·
Egypte ·
Equatoriaal-Guinea ·
Ethiopië ·
Fiji ·
Gabon ·
Ghana ·
Guinee ·
Hongkong ·
India ·
Indonesië ·
Ivoorkust ·
Kaapverdië ·
Kameroen ·
Kenia ·
Lesotho ·
Liberia ·
Libië ·
Macau ·
Madagaskar ·
Malawi ·
Malediven ·
Mauritanië ·
Mongolië ·
Mozambique ·
Namibië ·
Nepal ·
Nieuw-Caledonië ·
Oeganda ·
Pakistan ·
Qatar ·
Rwanda ·
Saint Kitts en Nevis ·
Sao Tomé en Principe ·
Senegal ·
Seychellen ·
Singapore ·
Soedan ·
Swaziland ·
Syrië ·
Tanzania ·
Togo ·
Tsjaad ·
Tunesië ·
Zambia ·
Zimbabwe ·
Zuid-Afrika
FAZ · 
A-internationals · 
Selecties · 
Statistieken · 
Zambiaans vrouwenelftal · 
Olympisch elftal · 
Zambia U21 · 
Zambia U20 · 
Zambia U18 · 
Zambia U17
1964 – 1979 ·
1980 – 1989 ·
1990 – 1999 ·
2000 – 2009 ·
2010 – 2019 ·
2020 − 2029
1964 ·
1965 ·
1966 ·
1967 ·
1968 ·
1969 ·
1970 ·
1971 ·
1972 ·
1973 ·
1974 ·
1975 ·
1976 ·
1977 ·
1978 ·
1979 ·
1980 ·
1981 ·
1982 ·
1983 ·
1984 ·
1985 ·
1986 ·
1987 ·
1988 ·
1989 ·
1990 ·
1991 ·
1992 ·
1993 ·
1994 ·
1995 ·
1996 ·
1997 ·
1998 ·
1999 ·
2000 ·
2001 ·
2002 ·
2003 ·
2004 ·
2005 ·
2006 ·
2007 ·
2008 ·
2009 ·
2010 ·
2011 ·
2012 ·
2013 ·
2014 ·
2015 ·
2016 ·
2017 ·
2018 ·
2019 ·
2020 ·
2021 ·
2022
Algerije · 
Angola ·
België ·
Benin ·
Botswana ·
Brazilië ·
Burkina Faso ·
Burundi ·
Chili ·
China ·
Comoren ·
Congo-Brazzaville ·
Congo-Kinshasa ·
Djibouti ·
Ecuador ·
Egypte ·
Equatoriaal-Guinea ·
Ethiopië ·
Gabon ·
Gambia ·
Ghana ·
Guinee ·
Guinee-Bissau ·
Honduras ·
India ·
Irak ·
Iran ·
Israël ·
Ivoorkust ·
Jamaica ·
Japan ·
Jemen ·
Jordanië ·
Kaapverdië ·
Kameroen ·
Kenia ·
Koeweit ·
Lesotho ·
Liberia ·
Libië ·
Madagaskar ·
Malawi ·
Mali ·
Marokko ·
Mauritanië ·
Mauritius ·
Mozambique ·
Namibië ·
Niger ·
Nigeria ·
Noord-Korea ·
Oeganda ·
Oman ·
Rwanda ·
Saoedi-Arabië ·
Senegal ·
Seychellen ·
Sierra Leone ·
Soedan ·
Somalië ·
Swaziland ·
Tanzania ·
Togo ·
Tsjaad ·
Tunesië ·
Zimbabwe ·
Zuid-Afrika ·
Zuid-Korea
Ivoorkust (2012)